# لومباردوره
لومباردوره (به ایتالیایی: Lombardore) یک کومونه در ایتالیا است که در استان تورین واقع شده‌است.

## خصوصیات
لومباردوره ۱۲٫۷ کیلومترمربع مساحت و ۱٬۵۵۵ نفر جمعیت دارد.

## خواهرخوانده
شهر Casca, Rio Grande do Sul خواهرخواندهٔ لومباردوره هست.